# Andarromero
Andarromero es una entidad de población española, hoy día despoblada, del municipio de Galinduste, perteneciente a la provincia de Salamanca, en la comunidad autónoma de Castilla y León.

## Geografía
Alquería y pedanía de Galinduste, Andarromero se ubica al noreste del pueblo; en una zona que predomina bosques, dehesas y salpicado de pequeñas lagunas. Cruza por sus términos el arroyo de Carmeldo y el regato de Valdecederos; afluente del Carmeldo.
Se accede desde Galinduste, por la salida norte del pueblo; en la carretera SA-CV-40, donde sale una pista que llega a la alquería. No tiene población censada.

## Historia
Hacia mediados del siglo XIX, el lugar, una dehesa ya por entonces perteneciente al municipio de Galinduste, tenía una casa en la que residía el montaraz con su familia. Aparece descrito en el segundo volumen del Diccionario geográfico-estadístico-histórico de España y sus posesiones de Ultramar de Pascual Madoz con las siguientes palabras:

ANDARROMERO: deh. en la prov. de Salamanca (6 leg.), part. jud. de Alvba de Tórmes (2), térm. jurisd. de Galinduste (V.): sit. en una llanura con una casa habitada por el montaraz y su familia. Confina por N. con Galinduste, E. con Valverde, S. con Gutierrez Velasco, y O. con Martin-Perez, y forma un cuadrilátero que se estiende de N. á S. 3/4 de leg., y de E. á O. 1/2 leg.: el terreno es algo arenisco; lo cruza un arroyo bastante caudaloso, y comprende 1,200 huebras, de las que solo 30 estan roturadas, y las restantes cubiertas de arbolado de encina, con cuyo fruto se mantienen 70 cerdos de vara y 200 camperos: los demas pastos alimentan unas 1,400 cab. de ganado lanar en el invierno y 1,800 en la primavera: paga de contr. 526 rs.
(Madoz, 1845, p. 283)

En 2023, la entidad singular de población de Andarromero tenía empadronados 0 habitantes.